# Mercado Integrado Latinoamericano
Il Mercado Integrado Latinoamericano (Mercato integrato latinoamericano) consiste nell'integrazione transnazionale delle borse valori del Cile, della Colombia, del Messico e del Perù, rappresentati dalla Borsa di Colombia, dalla Borsa di Santiago, dalla Borsa del Messico e dalla Borsa di Lima, con lo scopo di creare un patrimonio unico dei 4 paesi.

## Capitalizzazione del mercato
| 1 | Bolsa Mexicana de Valores     | Messico              | 525.056.676.421   |
| 2 | Bolsa de Comercio de Santiago | Cile                 | 313.325.267.335   |
| 3 | Bolsa de Valores de Colombia  | Colombia             | 262.101.261.149   |
| 4 | Bolsa de Valores de Lima      | Perù                 | 96.850.058.685    |
|   | MILA                          | Alianza del Pacífico | 1.197.333.263.590 |